# Clase Baleares
La clase Baleares , también conocida como Clase F-70, designaba a un grupo de fragatas lanzamisiles de la Armada española que estuvieron en servicio el último tercio del siglo XX y la primera década del siglo XXI.
A finales de los años 60, la Armada española dispuso por fin de una mayor solvencia presupuestaria, que le permitió el comenzar a planear la construcción de nuevos buques. A raíz de estas disposiciones, se redactó un Plan Naval, que, en su primera fase, preveía la construcción de los primeros escoltas lanzamisiles de la Armada.

## Diseño

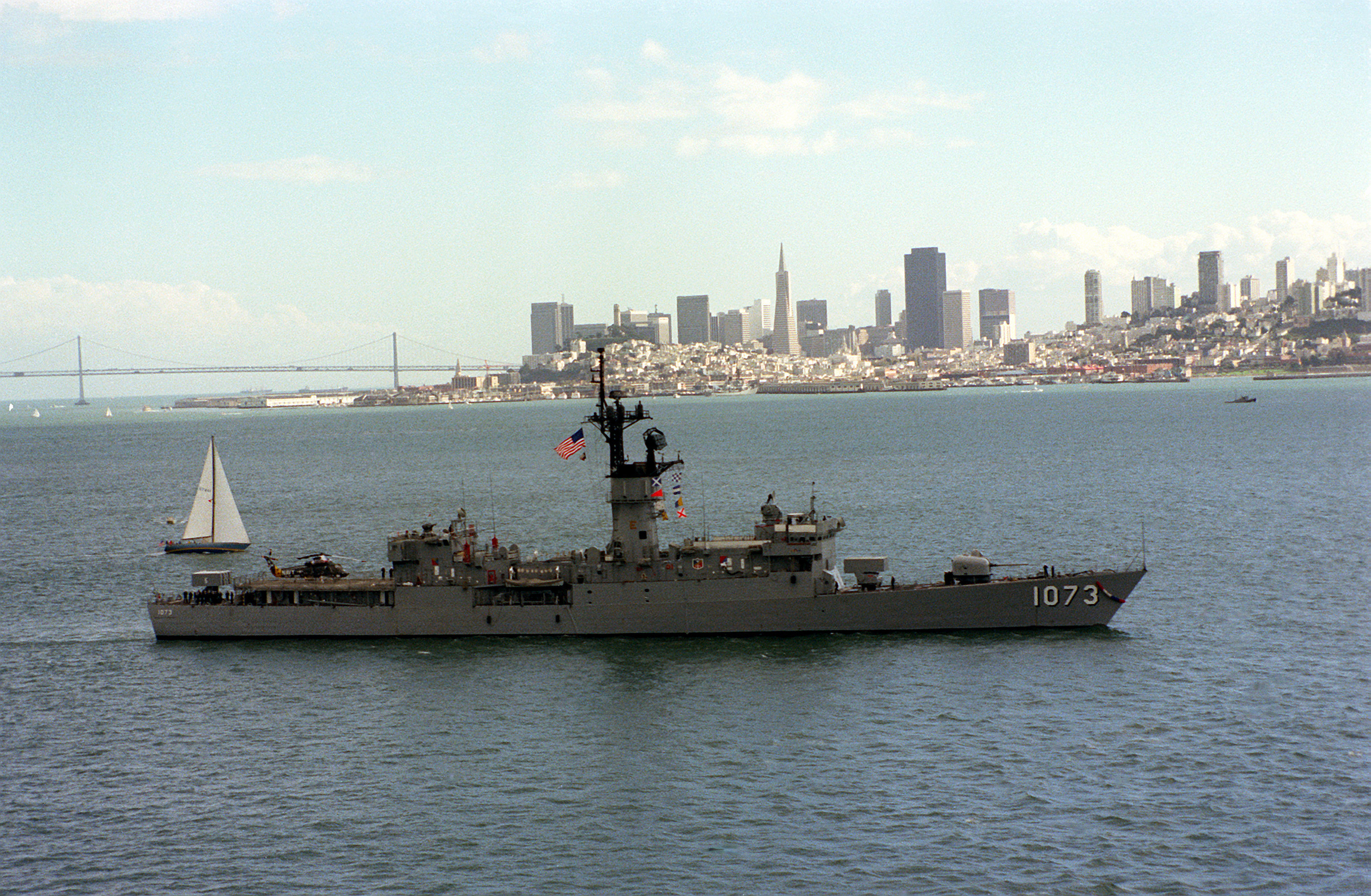
Una fragata estadounidense de la Clase Knox en la que se basó el diseño de la clase Baleares. El buque es el USS Robert E. Peary (FF-1073). Imagen de 1981.

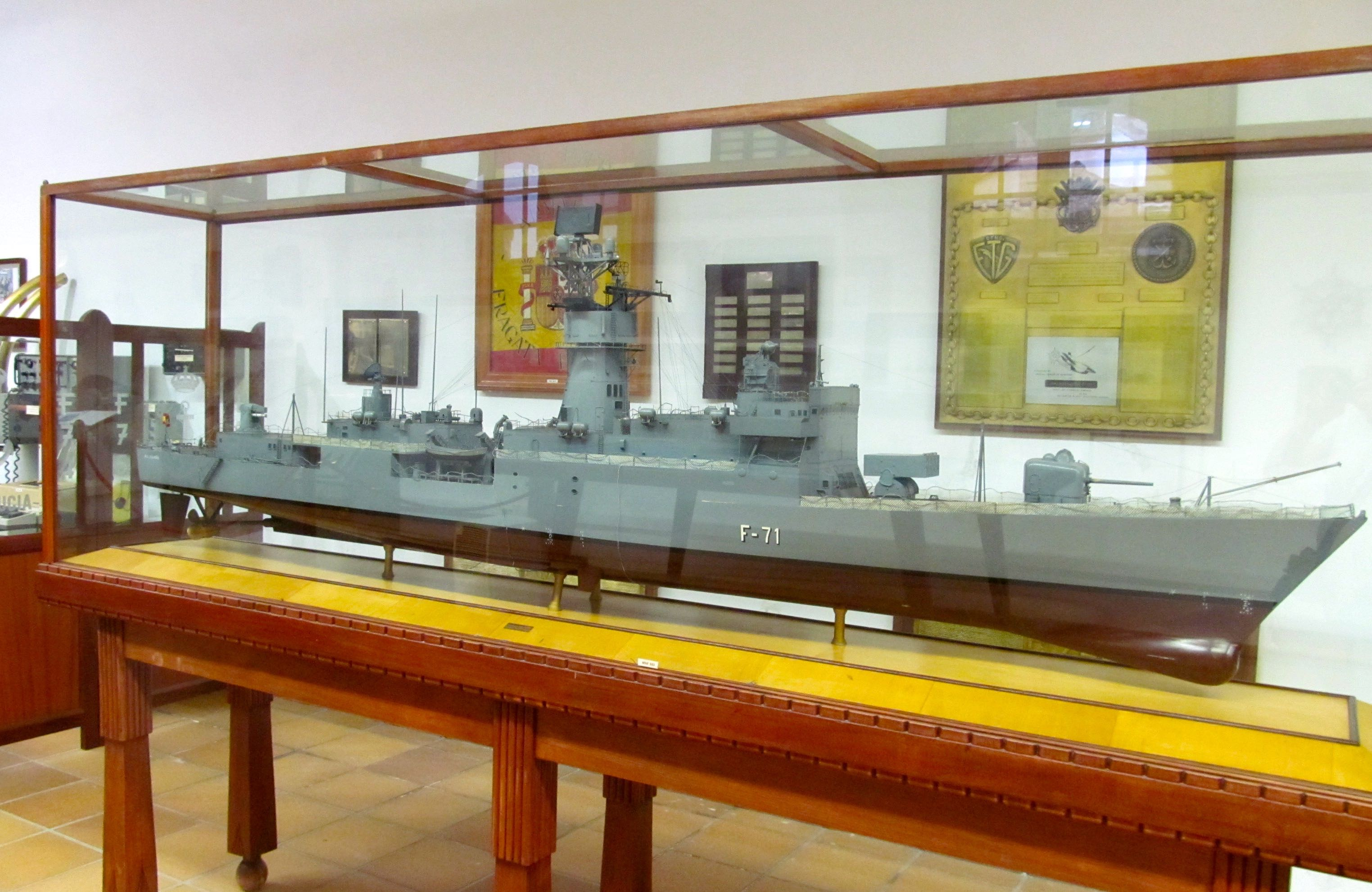
Maqueta de la fragata Baleares (F-71), primera de su clase.

Inicialmente, se pensó en buques de tecnología británica, en concreto de la clase Leander, siguiendo la tendencia establecida en los años 20 y 30 de construir en España buques de diseño inglés, adaptándolos a las necesidades de nuestra Armada. Sin embargo, el gobierno laborista de la época presidido por Harold Wilson no veía con buenos ojos al régimen de Franco, por lo que vetó la operación.
En esta tesitura, la Armada volvió sus miras al otro lado del océano, estableciendo contactos con la Armada de los Estados Unidos para seleccionar un proyecto que permitiese la construcción de la nueva clase de escoltas.
Finalmente, se decidió utilizar como base del proyecto las fragatas antisubmarinas clase Knox. Sin embargo, los requerimientos españoles eran diferentes de los estadounidenses, ya que la Armada necesitaba un buque con capacidad multipropósito en vez de un buque puramente antisubmarino. Por esta razón, se decidió eliminar el hangar y reducir al mínimo la plataforma de vuelo para un helicóptero ligero de las Knox y situar en su lugar un lanzador de misiles antiaéreos de zona Standard SM-1 MR. También se decidió instalar montajes cuádruples de misiles antisuperficie Harpoon y se montó un radar tridimensional aéreo AN/SPS-52B, para aumentar la capacidad de detección de aeronaves. Además se sustituyó el sonar de casco AN/SQS-26 por el AN/SQS-23 y se modificó el radar de dirección de tiro artillero Mk. 68 para darle capacidad de dirigir misiles. Otro cambio fue el aumento del número de oficiales y la disminución de marinería, con el consiguiente cambio en el número y distribución de camarotes.
Gracias a estas modificaciones y al apoyo de EE. UU. surgido tras los acuerdos de 1953 y convenios siguientes, la Armada obtuvo a un coste moderado un buque con gran capacidad antiaérea, antisubmarina y antisuperficie, especialmente tras la modernización de finales de los años 80, en la cual se instalaron un par de montajes de defensa puntual Meroka y se mejoraron la electrónica y el sistema de combate. La única pega que se les pueda poner es la debilidad de su sistema de propulsión y la imposibilidad de operar con helicópteros, salvo los pequeños Hughes 369 ASW, los únicos de la Armada que podían operar en su reducida cubierta de vuelo, aunque al no contar con un hangar se trataba de aeronaves destacadas temporalmente desde otros buques, en especial el Dédalo (R-01).

## Construcción
La construcción se llevó a cabo entre los años 1970 y 1976. De las 12 unidades planeadas que conformarían la serie solo se construyeron 5.

## Historial operacional

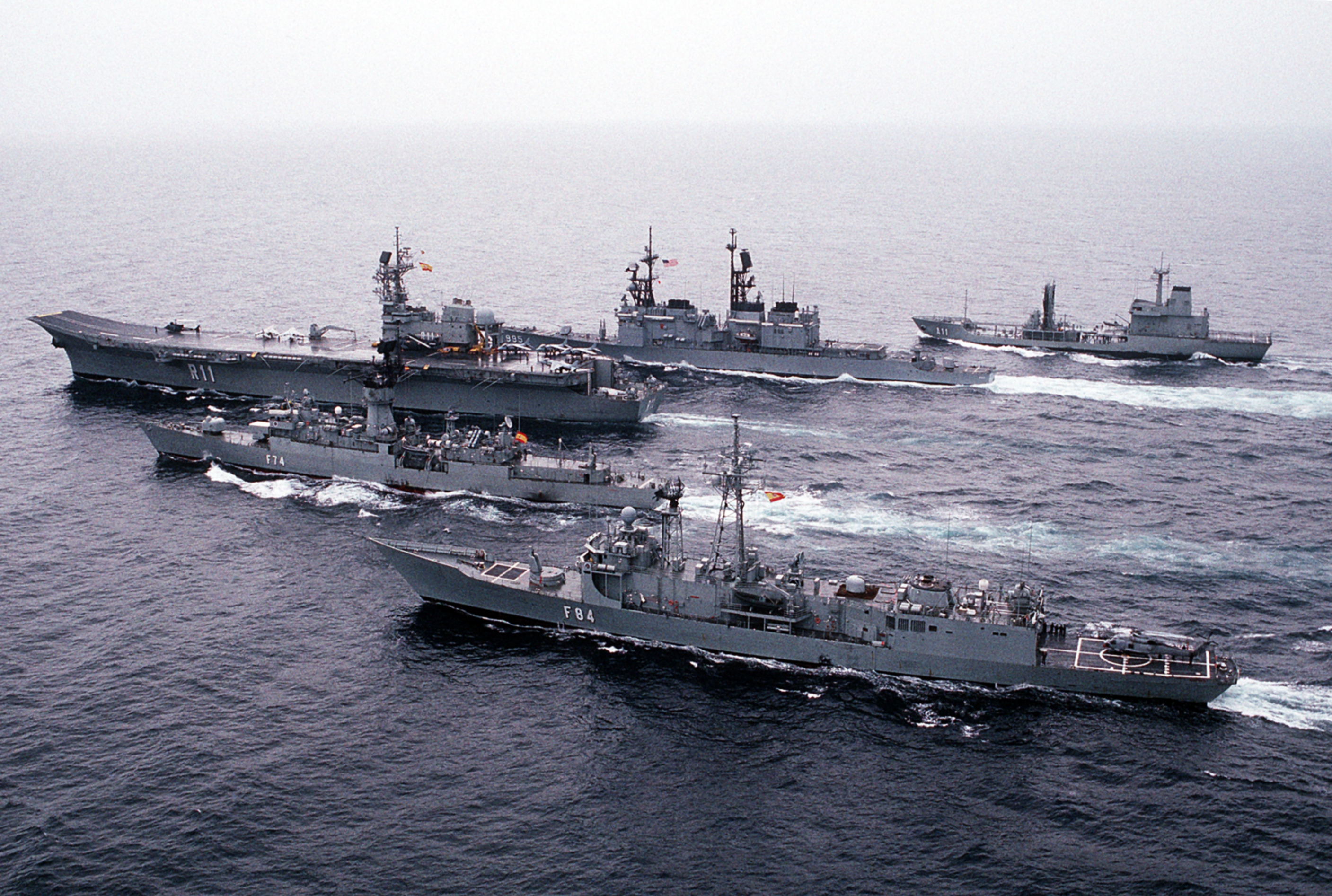
Grupo de batalla formado por el Príncipe de Asturias (R11), Marqués de la Ensenada (A-11), Asturias (F-74), Reina Sofía (F84) y USS Scott (DDG-995). Año 1992.

Como resumen, podríamos decir que las fragatas clase Baleares han sido durante los años 70 y 80 la espina dorsal de la Armada y que han demostrado, dentro de sus limitaciones, ser unos buques magníficos y la base de la reconstrucción de la Armada a finales del siglo XX.
Las F-70 participaron en la última flotilla española enviada al Golfo Pérsico, pero la piedra de toque de su proyección exterior fue su frecuente despliegue a aguas de la antigua Yugoslavia y su participación en casi todas las maniobras navales de la OTAN, incluidas aguas tan distantes como las noruegas.
En diciembre de 2005, una explosión en la cámara de calderas de la fragata Extremadura (F-75) provocó la muerte de un cabo 1º y un marinero.
Con la llegada de las F-100, estos buques fueron siendo dados de baja, produciéndose la retirada del último, la Asturias, el 30 de junio de 2009.

## Buques de la Clase Baleares
| Nombre      | Numeral | Astillero    | Alta | Baja | Estado                            | Indicativo de llamada | Imagen |
| ----------- | ------- | ------------ | ---- | ---- | --------------------------------- | --------------------- | ------ |
| Baleares    | F-71    | Bazán-Ferrol | 1973 | 2004 | Desguazada en 2015                |                       |        |
| Andalucía   | F-72    | Bazán-Ferrol | 1974 | 2005 | Hundida como blanco naval en 2008 |                       |        |
| Cataluña    | F-73    | Bazán-Ferrol | 1975 | 2004 | Hundida como blanco naval en 2007 |                       |        |
| Asturias    | F-74    | Bazán-Ferrol | 1975 | 2009 | Desguazada en 2016                |                       |        |
| Extremadura | F-75    | Bazán-Ferrol | 1976 | 2006 | Desguazada en 2016                |                       |        |

## Galería

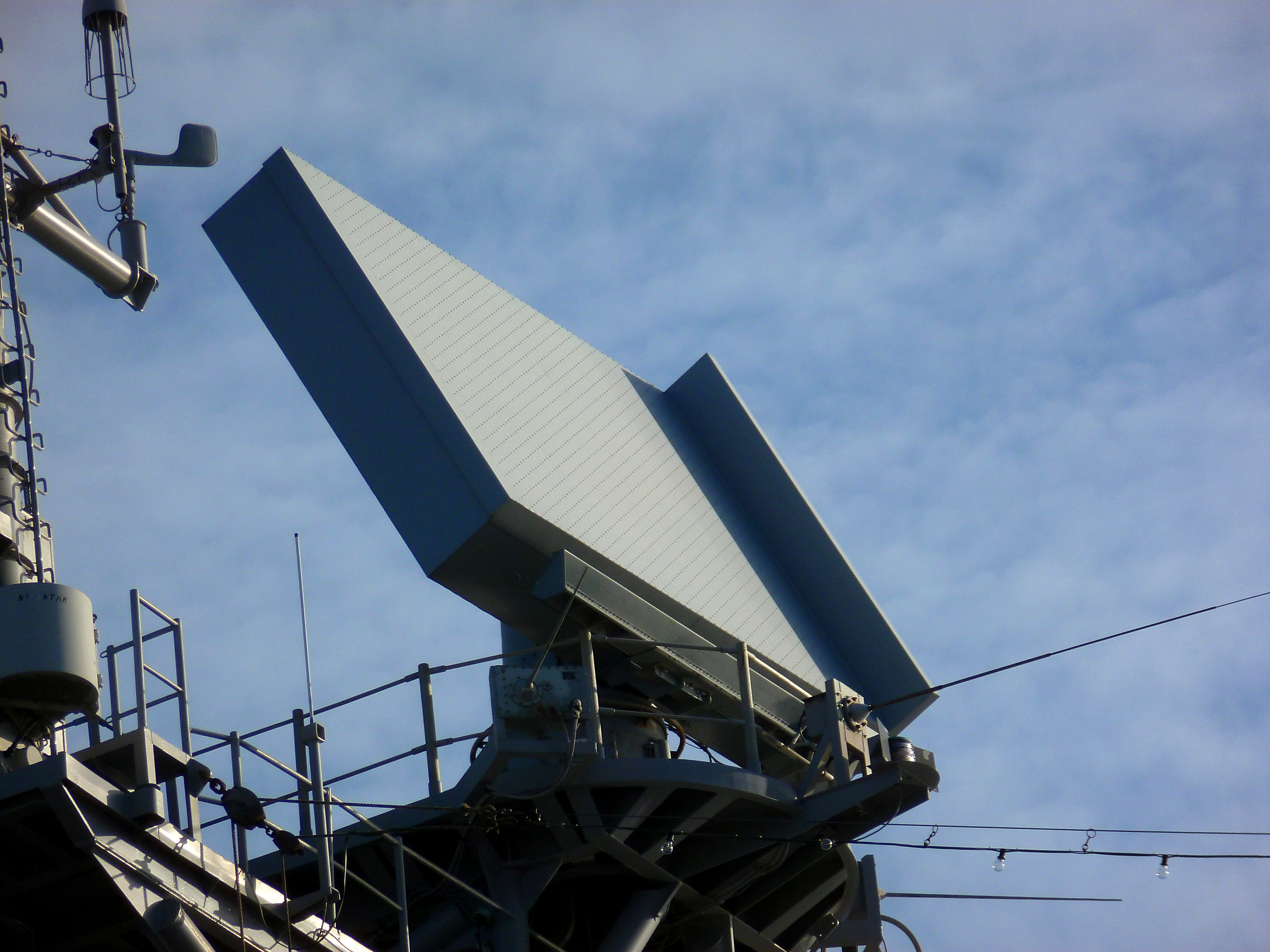
Radar tridimensional AN/SPS-52C del Príncipe de Asturias. Las Baleares llevaban la versión anterior de este mismo modelo, el AN/SPS-52B.
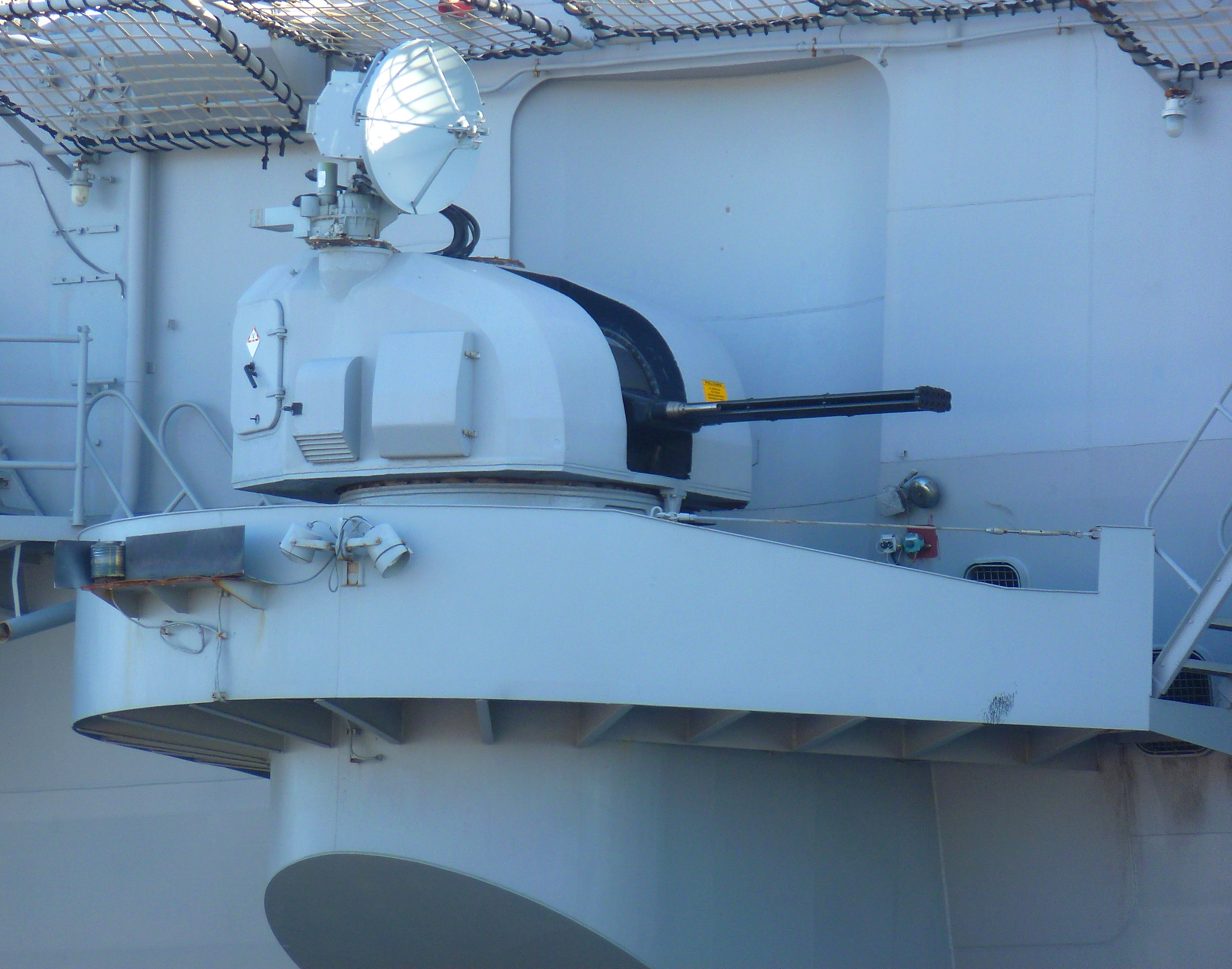
Las fragatas de esta clase fueron dotadas de dos sistemas Meroka cada una cuando fueron modernizadas.
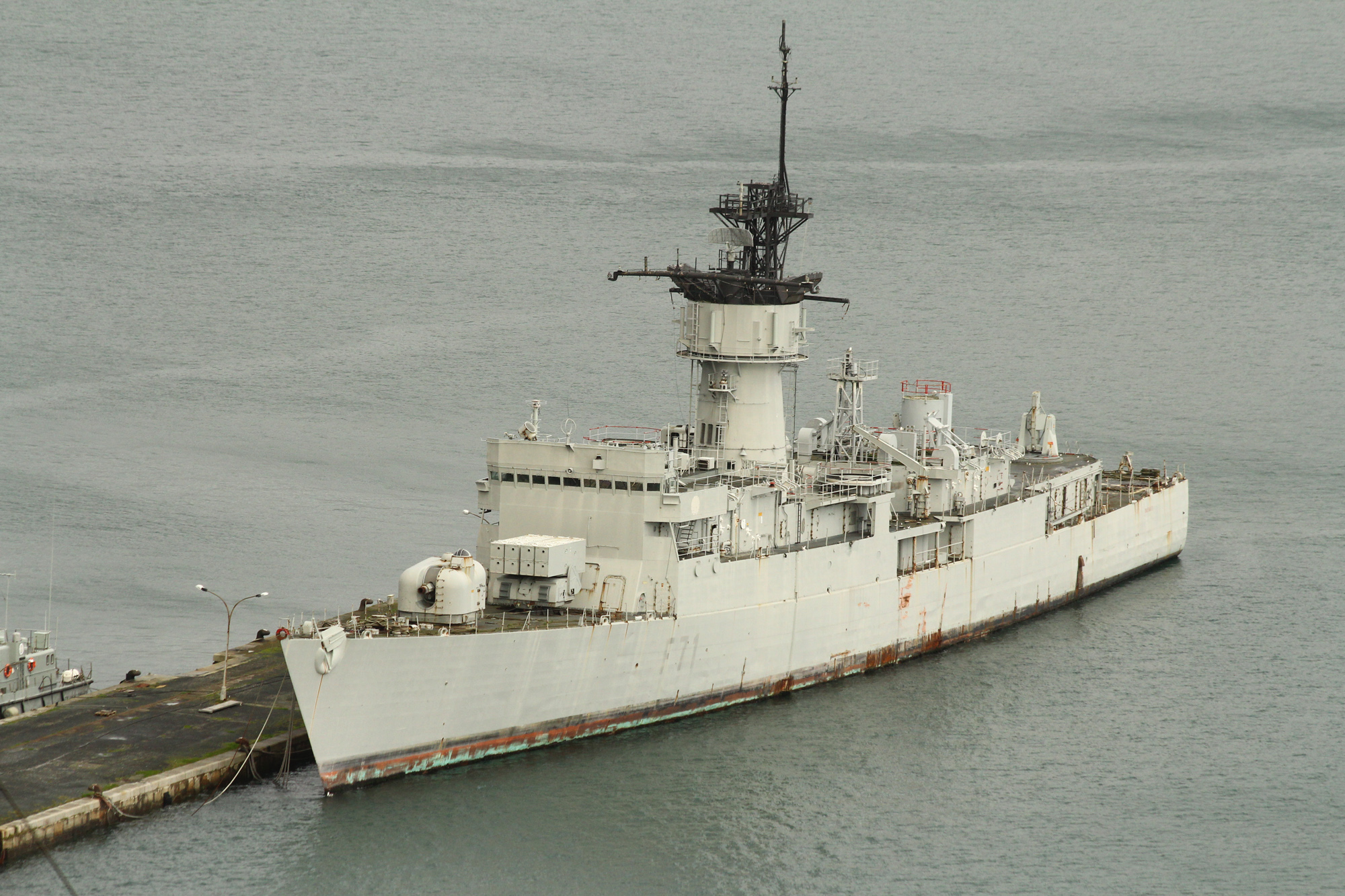
La Baleares, ya dada de baja, esperando destino en Ferrol en 2013.
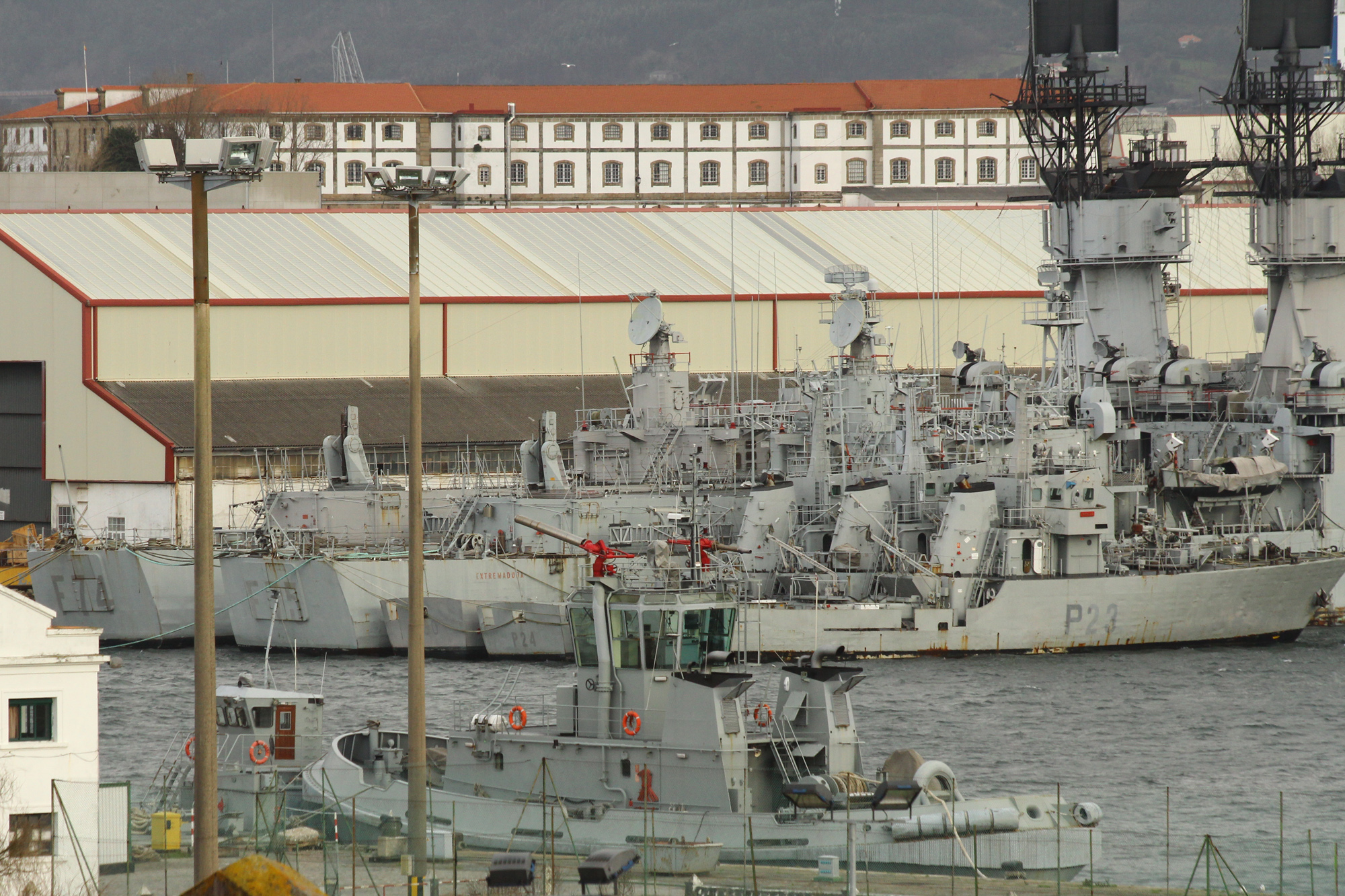
La Asturias, la Extremadura y varios patrulleros clase Anaga, ya dados de baja, en Ferrol en 2013.
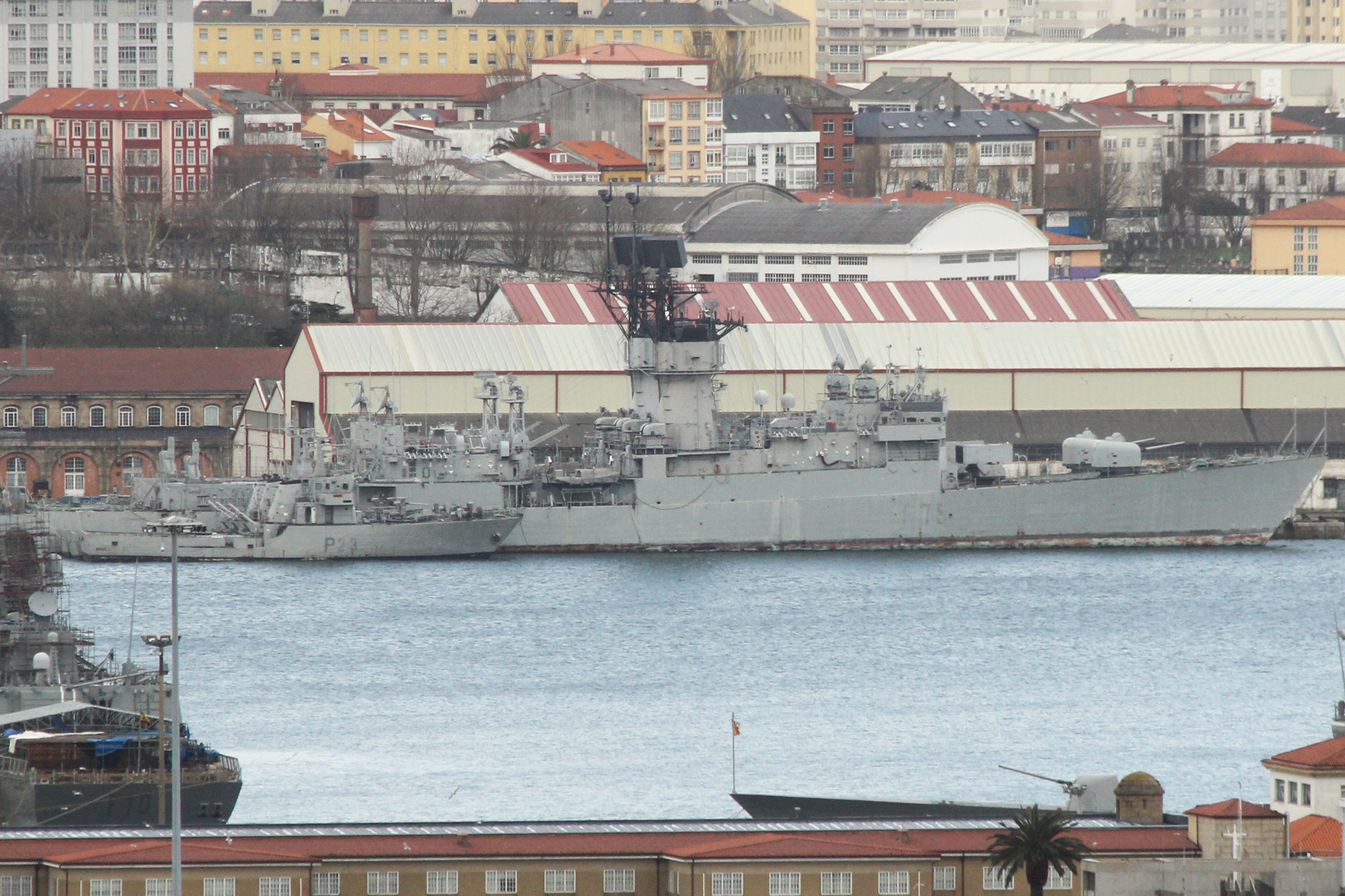
La Extremadura, ya dada de baja, en Ferrol en 2013.

### Buques de la clase
- Baleares (F-71)
- Andalucía (F-72)
- Cataluña (F-73)
- Asturias (F-74)
- Extremadura (F-75)

### Buques similares
- Clase Knox

### Secuencias de designación
Clase Júpiter→Clase Eolo→Clase Pizarro→Clase Descubierta→Clase Baleares→Clase Santa María→Clase Álvaro de Bazán→Clase Bonifaz (prevista)

### Listas relacionadas
Fragatas con motor de la Armada Española